# 紐斯索湖
56°00′29″N 30°31′40″E / 56.00806°N 30.52778°E
紐斯索湖（俄语：Нюссо），是俄羅斯的湖泊，位於該國西北部，由普斯科夫州負責管轄，處於謝別日區，面積3平方公里，集水區面積18.3平方公里，平均水深3.8米，最大水深7米。